# Johnny Rivers
Johnny Rivers, születési nevén John Henry Ramistella (New York, New York állam, 1942. november 7. –) amerikai énekes, zenész, dalszerző, lemezproducer. Legismertebb dalai: "Memphis, Tennessee", "Mountain of Love", "The Seventh Son", "Secret Agent Man", "Poor Side of Town", "Baby I Need Your Lovin'" és a „Summer Rain”.

## Diszkográfiája
- Johnny Rivers at the Whiskey A-Go-Go, live (1964)
- Johnny Rivers in Action! (1965)
- Meanwhile Back at the Whiskey A-Go-Go, live (1965)
- Johnny Rivers Rocks the Folk (1965)
- And I Know You Wanna Dance (1965)
- Johnny Rivers' Golden Hits (1966)
- Changes (1966)
- Rewind (1967)
- Realization (1968)
- Slim Slo Slider (1970)
- Home Grown (1971)
- L.A. Reggae (1972)
- Blue Suede Shoes (1973)
- Last Boogie Paris (1974)
- Road (1974)
- New Lovers And Old Friends (1975)
- The Very Best of Johnny Rivers (1975)
- Wild Night (1976)
- Outside Help (1979)
- Borrowed Time (1980)
- Not A Through Street (1983)
- The Best of Johnny Rivers (1987)
- Memphis Sun (1991)
- Anthology, 1964-1977 (1991)
- Last Train To Memphis (1998)
- Back at the Whisky, live (2001)
- Reinvention Highway (2004)
- Shadows on the Moon (2009)